# Gijs van Heumen

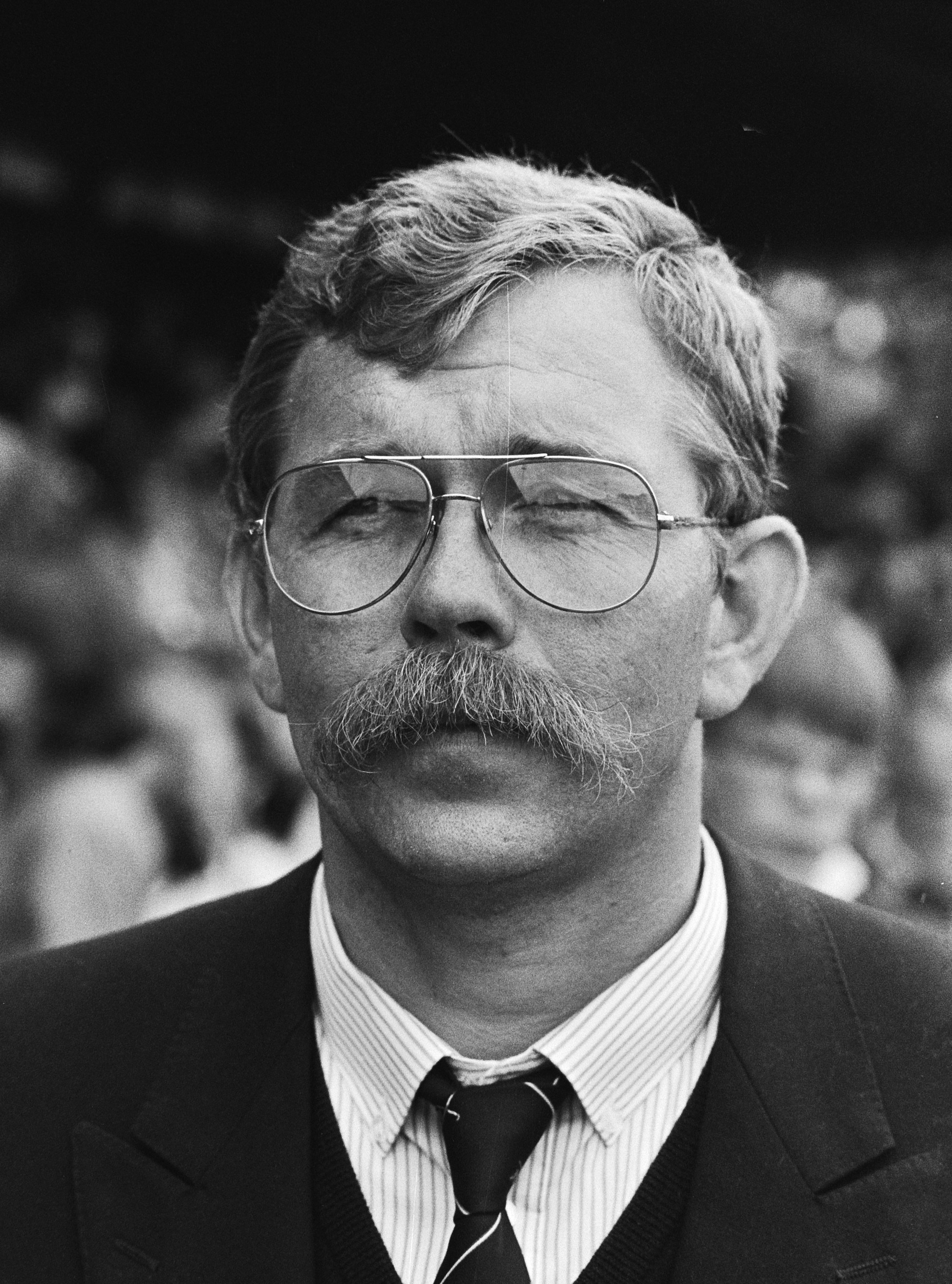
Gijs van Heumen in 1985

Gijs van Heumen ('s-Hertogenbosch, 23 juli 1952) is een voormalig Nederlands hockeycoach. 
Gijs van Heumen is de zoon van Wim van Heumen (1928-1992) die tevens bondscoach is geweest van de Nederlandse herenhockeyploeg. Van Heumen Jr. was geen groot hockeyer en legde zich net als zijn vader toe op het coachingsvak. Hij ontwikkelde het vrouwenhockey tot een topsport. Hij bracht uitgebreide loop- en krachttrainingen in en schroefde het aantal trainingen op. Bij zijn aanstelling als bondscoach van de Nederlandse vrouwenploeg in het najaar van 1980 was hij nog maar 28 jaar. Hij zou bij 132 interlands in negen jaar tijd aan de leiding blijven staan bij de Nederlandse vrouwen. 
Tijdens zijn periode als bondscoach wonnen de vrouwen veel hoofdprijzen: 
- OS 1984
- WK 1983
- WK 1986
- EK 1984
- EK 1987
- CT 1987

In 1989 zwaaide de succescoach af als bondscoach van de Nederlandse hockeyvrouwen. Van 1993 tot en met 1997 was hij nog betrokken als technisch directeur bij de KNHB, maar na een conflict gingen beide partijen uit elkaar. Hij bekleedde verschillende managementfuncties in de sportwereld bij onder meer de EiffelTowers Den Bosch, FC Den Bosch en FC Eindhoven. Daarnaast runt van Heumen een eigen bedrijf dat zich richt op het aanbieden van video-analyses bij sportwedstrijden.
Zijn laatste functie in de hockeywereld was als coach van de dames van HC Rotterdam van 2004 tot en met 2008. Daarvoor was hij twee seizoenen actief als coach bij de vrouwen van Oranje Zwart en in 2000 interim-coach bij de dames van HC Den Bosch.